# São Sebastião (Lagos)
São Sebastião is een plaats (freguesia) in de Portugese gemeente Lagos en telt 11030 inwoners (2001).